# Chris McAlister
Pour les articles homonymes, voir McAlister.
Ne doit pas être confondu avec Chris McAllister.
(en) Statistiques sur pro-football-reference
Christopher James McAlister, dit Chris McAlister, né le 14 juin 1977 à Pasadena, est un joueur américain de football américain.
Ce cornerback a joué pour les Ravens de Baltimore de 1999 à 2008 et les Saints de La Nouvelle-Orléans en 2009 dans la National Football League (NFL).

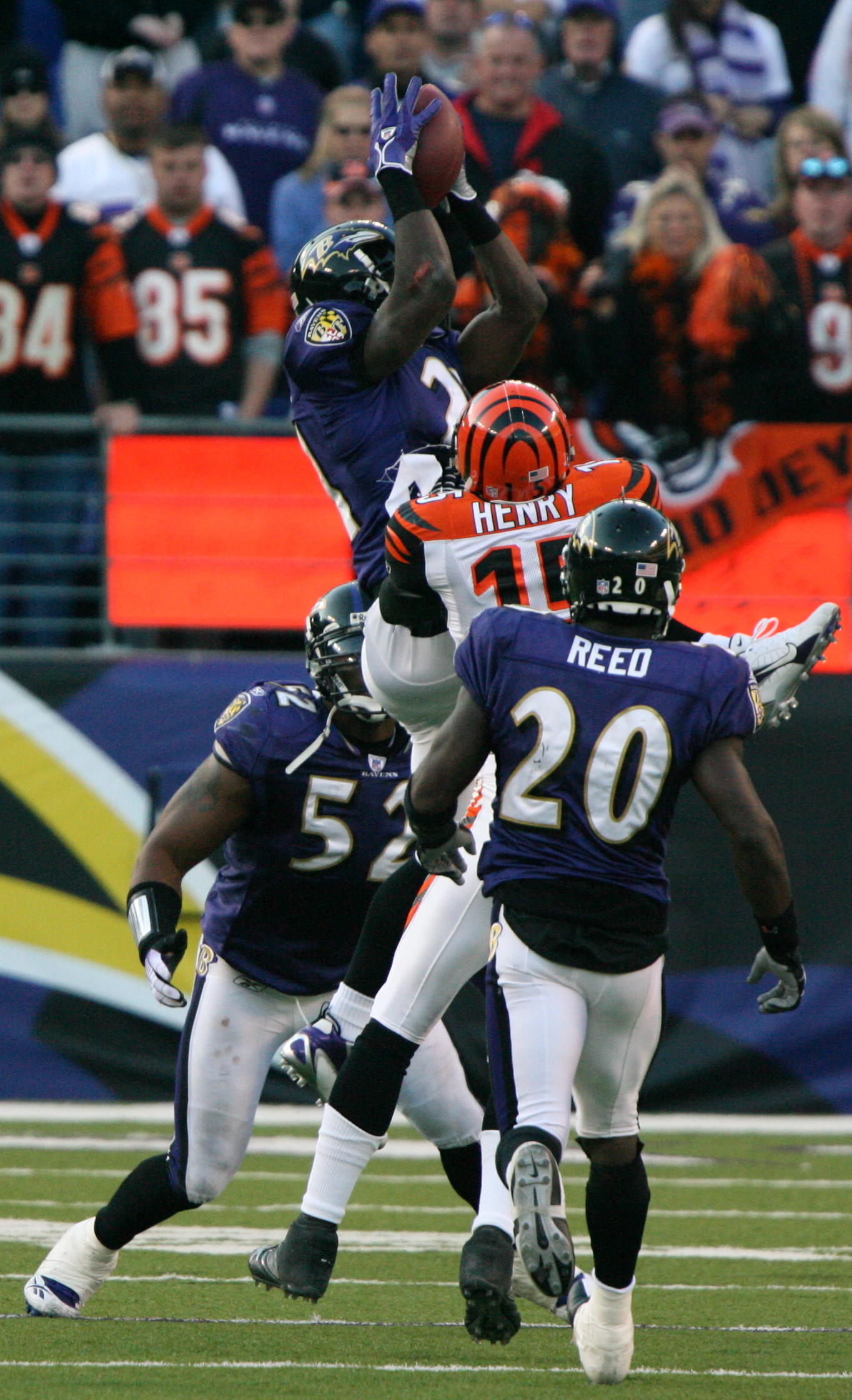
Chris McAlister intercepte le ballon dans un match contre les Bengals de Cincinnati en 2006.

Il a remporté le Super Bowl XXXV.